# Istvántelek megállóhely
Istvántelek megállóhely (1991-ig Landler Jenő Járműjavító) egy budapesti vasútállomás, melyet a MÁV üzemeltet.

## Története
A megállóhelyet 1901. szeptember 19-én nyitották az akkor épülő Istvántelki Főműhely dolgozóinak kiszolgálására Palota-Újfalu néven.

## Vasútvonalak
Az állomást az alábbi vasútvonalak érintik:
- Budapest–Szob-vasútvonal
- Budapest–Vácrátót–Vác-vasútvonal

## Kapcsolódó állomások
A vasútállomáshoz az alábbi állomások vannak a legközelebb:
- Rákospalota-Újpest vasútállomás
- Rákosrendező vasútállomás

## Megközelítés budapesti tömegközlekedéssel
- Busz:  125

## Forgalom
| Járat | Útvonal | Gyakoriság                             |
| ----- | --- | -------------------------------------- |
| S70   | Budapest-Nyugati – Rákosrendező – Istvántelek – Rákospalota-Újpest – Dunakeszi alsó – Dunakeszi – Dunakeszi-Gyártelep – Alsógöd – Göd – Felsőgöd – Sződ-Sződliget – Vác-Alsóváros – Vác (– Verőce – Kismaros – Nagymaros-Visegrád – Nagymaros – Zebegény – Szob alsó – Szob)      | Félóránként, hétvégén éjszaka óránként |
| S71   | Budapest-Nyugati – Rákosrendező – Istvántelek – Rákospalota-Újpest – Rákospalota-Kertváros – Alagimajor – Fót – Fótújfalu – Fótfürdő – Csomád – Ivacs – Veresegyház – Erdőkertes – Vicziántelep – Őrbottyán – Rudnaykert – Váchartyán – Csörög – Máriaudvar – Vác-Alsóváros – Vác | Óránként                               |